# Тоделар
„Тоделар“ е мрежа от радиостанции, която покрива цяла Колумбия, основана през 1953 г. от Бернардо Тобон де ла Рош. Неговата водеща станция е „Ла вос де Богота“ от 2017 г. Радио „Континентал“, също в Богота, изпълняваща тази роля до 2016 г., след като се присъединява към „Тоделар“ (акроним на фамилните имена на своя основател) през 1957 г.